# Artroscopie

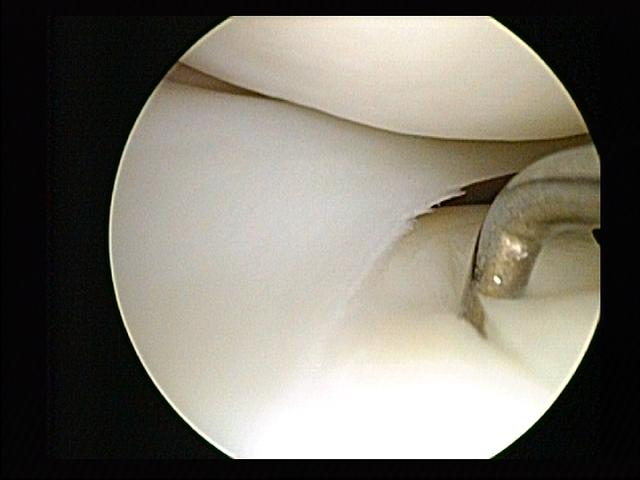
Artroscoopweergave van de meniscus

Artroscopie is een procedure uit de minimaal-invasieve chirurgie, die het inwendige van een gewricht inspecteert of opereert, door middel van een artroscoop, een type van endoscoop die in het gewricht wordt gebracht via een kleine insnijding. De populairste gewrichten voor deze methode van onderzoek (en soms behandeling) zijn de knie en de schouder. Heupartroscopie wordt steeds vaker uitgevoerd, bijvoorbeeld om patiënten met heupimpingement te behandelen.

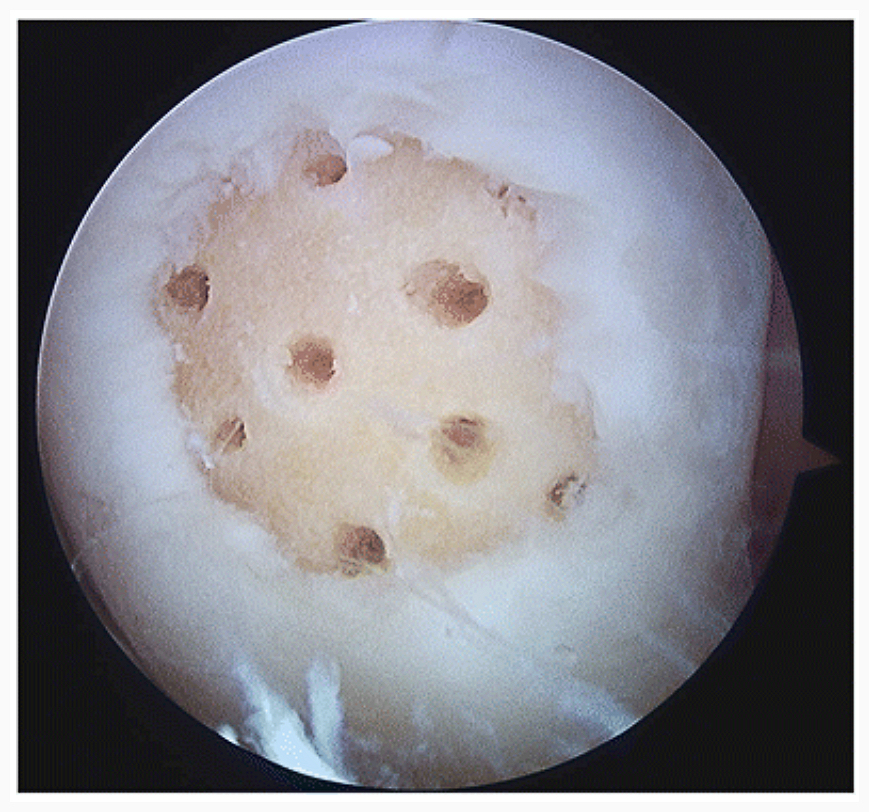
Arthroscopische afbeelding van een kleine, goed ingesloten chondrale laesie behandeld met microfractuur techniek, Gaatjes 3-4 mm van elkaar.